# Piet Mondrian
Pieter Cornelis Mondrian, geralmente conhecido por Piet Mondrian (Amersfoort, 7 de março de 1872 - Nova Iorque, 1 de fevereiro de 1944), foi um pintor neerlandês modernista. Criou o movimento artístico neoplasticismo e colaborou com a revista De Stijl e depois com as formas da pintura concreta.

## Carreira
Mondrian é considerado como um dos maiores artistas do século XX, e conhecido por ser um dos pioneiros da arte abstrata, pois mudou sua direção artística da pintura figurativa para um estilo cada vez mais abstrato, até chegar a um ponto em que seu vocabulário artístico foi reduzido a simples elementos geométricos.
A arte de Mondrian era altamente utópica e preocupava-se com a busca de valores universais e estéticos. Ele proclamou em 1914: "A arte é superior à realidade e não tem relação direta com a realidade. Para abordar o espiritual na arte, far-se-á o menor uso possível da realidade, pois a realidade se opõe à espiritual. Encontramo-nos na presença de uma arte abstrata. A arte deveria estar acima da realidade, caso contrário não teria valor para o homem".

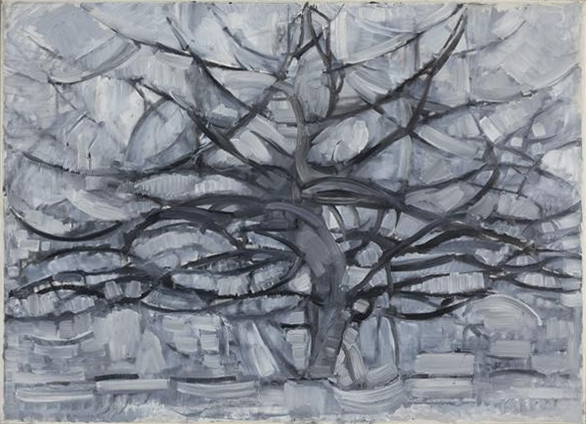
Gray Tree, 1911, Kunstmuseum Den Haag, uma experimentação inicial com o cubismo

Foi colaborador do movimento e grupo artístico De Stijl, que co-fundou com Theo van Doesburg. Ele desenvolveu uma forma não-representacional que ele chamou de Neoplasticismo. Essa era a nova "arte plástica pura" que ele acreditava ser necessária para criar a "beleza universal". Para expressar isso, Mondrian finalmente decidiu limitar seu vocabulário formal às três cores primárias (vermelho, azul e amarelo), aos três valores primários (preto, branco e cinza) e às duas direções primárias (horizontal e vertical). A chegada de Mondrian a Paris, vindo da Holanda em 1911, marcou o início de um período de profundas mudanças. Encontrou experiências no cubismo e, com a intenção de integrar-se na vanguarda parisiense, retirou um "a" da grafia holandesa de seu nome (mondriaano).
O trabalho de Mondrian teve uma enorme influência na arte do século XX, influenciando não apenas o curso da pintura abstrata e inúmeros estilos e movimentos artísticos importantes (por exemplo, pintura de campo de cores, expressionismo abstrato e minimalismo), mas também campos fora do domínio da pintura, como design, arquitetura e moda. O historiador do design Stephen Bayley disse: "Mondrian passou a significar Modernismo. Seu nome e sua obra resumem o ideal modernista. Não gosto da palavra 'icônico', então digamos que ele se tornou totêmico – um totem para tudo o que o modernismo se propôs a ser".

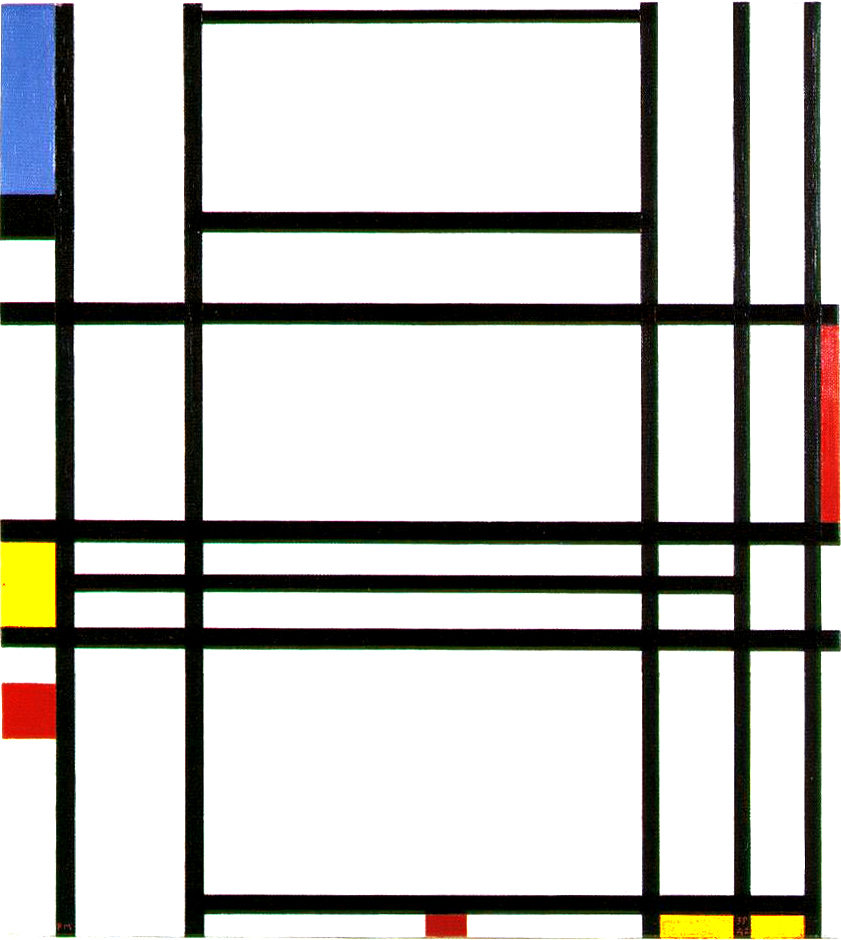
Composição nº 10 (1939-1942), óleo sobre tela, coleção particular. O artista Theo van Doesburg sugeriu uma ligação entre obras de arte não representacionais e ideais de paz e espiritualidade

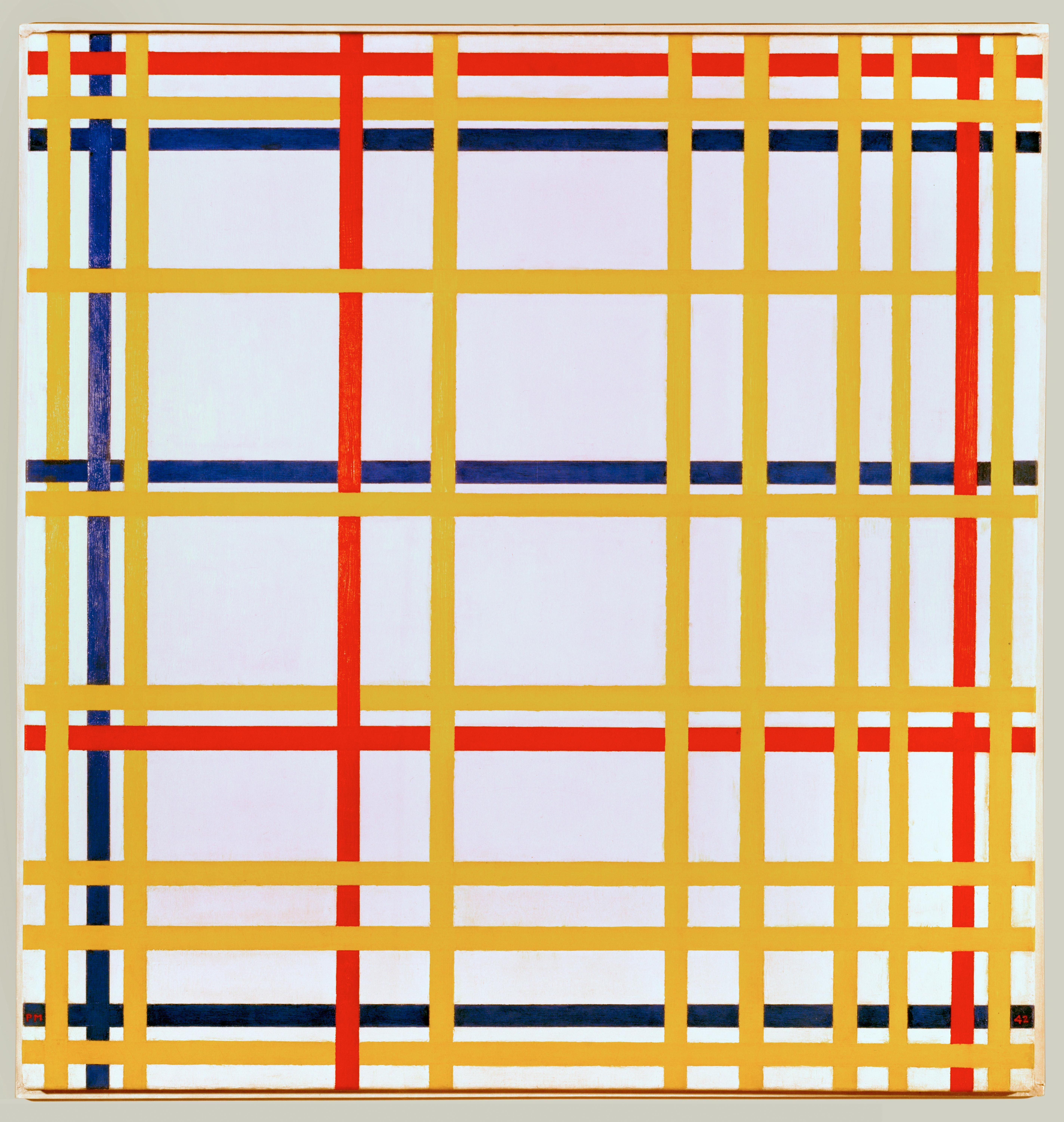
New York City (1942), Paris, Centre Pompidou

## Obras
Algumas das seguintes obras referem-se a nomes genéricos repetidos exaustivamente por Mondrian.
- Árvores a luz da Lua - 1908

- A Árvore Vermelha - 1908

- Paisagem - 1909

- A Igreja de Domburg - 1910

- O Moinho Vermelho - 1910

- Evolução - 1911

- A Árvore Cinzenta - 1912

- Macieira em flor - 1912

- Composição (árvore) - 1913

- Composição com cores B - 1917

- Composição em tabuleiro de damas com cores claras - 1919

- Composição com vermelho, amarelo e azul - 1921

- Composição II em Vermelho, Azul e Amarelo - 1929

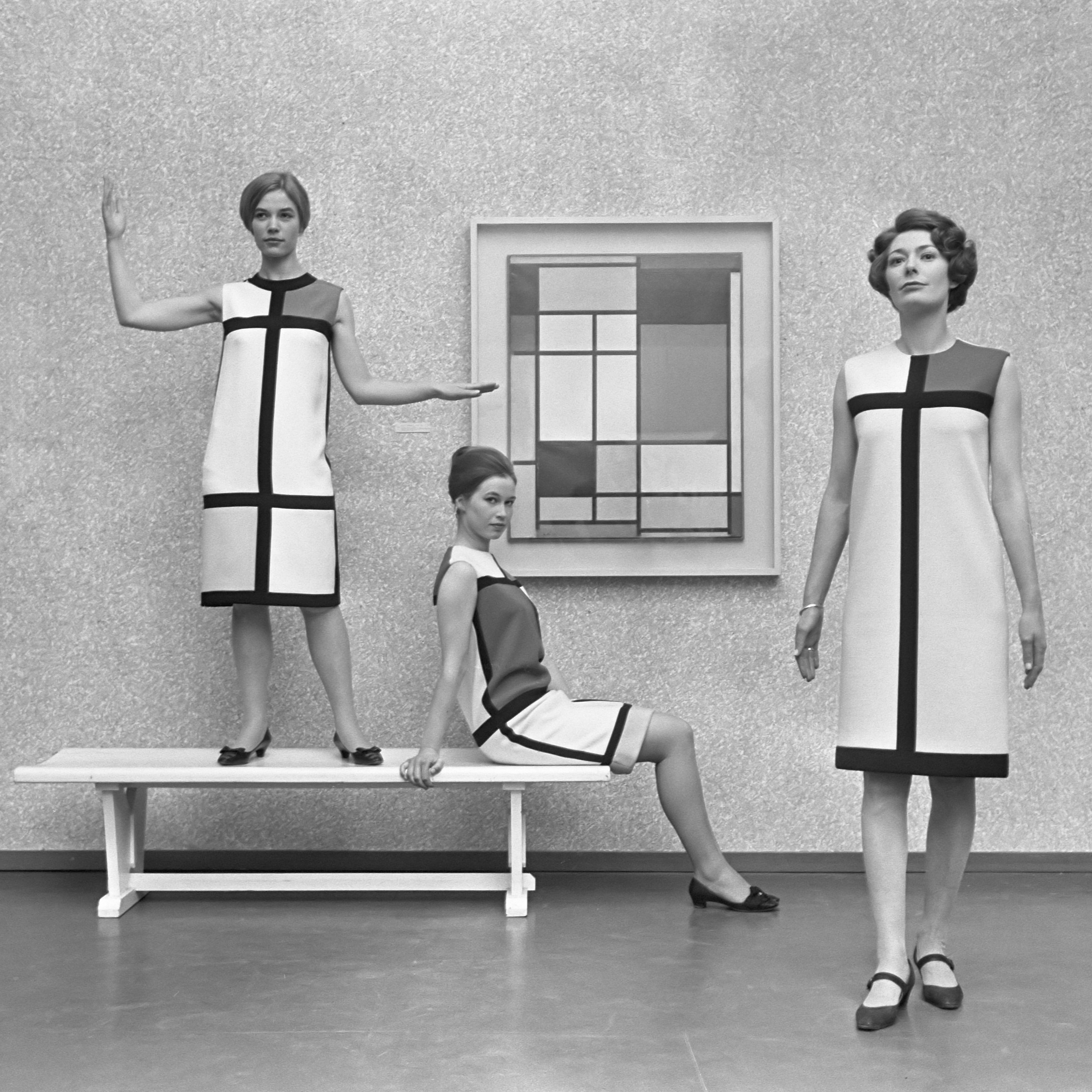
Vestidos Mondrian de Yves Saint Laurent mostrados com uma pintura de Mondrian em 1966

- Composição com amarelo - 1930

- Broadway Boogie-Woogie - 1942